# Forêt domaniale de l'Assise
La forêt domaniale de l'Assise est une forêt domaniale française du nord du  Massif central, dans le sud-est du département de l'Allier (principalement sur la commune de Laprugne), à la limite de celui de la Loire. 
À cheval sur la Montagne bourbonnaise et les monts de la Madeleine, son altitude varie de 920 à 1 164 m à son point culminant, Les Pierres du Jour, un éperon rocheux granitique. Elle couvre une superficie de 650 hectares et est composée principalement de résineux et de hêtres. La forêt est classée site Natura 2000. 
Elle abrite la petite station de ski de La Loge des Gardes.